# Carlota Merchán
María Carlota Merchán Mesón, née le 20 janvier 1973, est une femme politique espagnole membre du Parti socialiste ouvrier espagnol (PSOE).
Elle devient députée de la circonscription de Madrid le 29 octobre 2016 à la suite de la démission de Pedro Sánchez.

## Biographie

### Vie privée
Elle est mariée et mère d'une fille.

### Études et profession
Carlota Merchán est titulaire d'un diplôme d'infirmière et d'un magistère en évaluation de programmes et politiques publiques. Elle a fait des études dans le domaine de la dépendance aux drogues et elle est experte en éducation pour le développement. Elle a travaillé auprès de nombreuses ONG à travers le monde : au Rwanda dans un projet de centre de premiers soins, au Paraguay pour lutter contre la violence machiste et enfin à Cuba pour soutenir le système public de soins. Depuis novembre 2012, elle travaille au sein de la Fondation internationale et ibéroaméricaine pour l'administration et les politiques publiques (FIIAPP).

### Activités politiques
Elle intègre la militance du PSOE en 2008 puis accède au secrétariat général du groupement socialiste d'Arganzuela en avril 2012. Grâce à ce premier poste, elle devient membre de la commission exécutive régionale de la fédération madrilène du PSOE ainsi que secrétaire chargée de la Coopération et des Déplacements.
Lors des élections municipales de mai 2015, elle est élue conseillère municipale de Madrid sur les listes du PSOE. Elle est porte-parole du groupe socialiste au sein de trois commissions et occupe la présidence de la commission permanente spéciale chargée des comptes.
À l'occasion des élections générales de décembre 2015, elle est investie en première position sur la liste du parti au Sénat dans la circonscription de Madrid. Le PSOE perd cependant le siège de sénateur direct qu'il détenait depuis 1977 au profit de Podemos et Carlota Merchán échoue à intégrer la chambre haute des Cortes. Lors du scrutin anticipé de juin 2016, elle figure en huitième position sur la liste au Congrès, juste après Eduardo Madina. Le parti ne remporte que sept sièges et elle se retrouve une nouvelle fois exclue du Parlement. Néanmoins, le 29 octobre 2016, elle devient députée de Madrid au Congrès des députés après la démission de Pedro Sánchez de son siège parlementaire,. Membre de la commission des Finances, elle est choisie comme porte-parole titulaire de la commission de la Coopération internationale pour le développement et adjointe à la commission des Droits de l'enfance et de l'adolescence.